# Clive Rose
Sir Clive Martin Rose, GCMG (* 15. September 1921; † 17. April 2019) war ein britischer Diplomat, der unter anderem von 1979 bis 1982 Ständiger Vertreter des Vereinigten Königreichs bei der NATO war.

## Leben
Clive Martin Rose war der Sohn von Alfred Rose, der zwischen 1935 und 1957 Bischof von Dover der Church of England war, sowie dessen Ehefrau Lois Juliet Rose. Er begann nach dem Besuch des Marlborough College ein Studium am Christ Church der University of Oxford. Während des Zweiten Weltkrieges musste er sein Studium unterbrochen und wurde 1942 Leutnant (Second Lieutenant) in der Rifle Brigade. In der Folgezeit diente er zwischen 1944 und 1945 in Europa, 1945 in Britisch-Indien und zuletzt nach Kriegsende von 1945 bis 1946 im Irak, wo er zuletzt zum Major befördert wurde. Anschließend setzte er sein Studium fort und trat 1948 zunächst in das Ministerium für Angelegenheiten zum Commonwealth of Nations (Commonwealth Relations Office), für das er von 1948 bis 1949 im Büro des stellvertretenden Hochkommissar in Madras tätig war.
1950 wechselte Rose in den diplomatischen Dienst (HM Diplomatic Service) des Außenministeriums (Foreign and Commonwealth Office). Er fand in der Folgezeit zahlreiche Verwendungen an Auslandsvertretungen sowie im Außenministerium. Nachdem er zwischen 1950 und 1953 im Außenministerium tätig gewesen war, fand er von 1953 bis 1954 erst Verwendung im Amt des Hohen Kommissars in Deutschland sowie daraufhin 1955 an der neu eingerichteten Botschaft in der Bundesrepublik Deutschland. Nachdem er zwischen 1956 und 1959 abermals im Außenministerium tätig gewesen war, fungierte er von 1959 bis 1962 als Erster Sekretär und Konsul an der Botschaft in Uruguay. Nach einer erneuten Verwendung von 1962 bis 1965 im Außenministerium, wurde er 1965 Botschaftsrat für Handelsangelegenheiten an der Botschaft in Frankreich und verblieb bis 1967 auf diesem Posten. 1967 wurde er für seine Verdienste Companion des Order of St Michael and St George (CMG).
Im Anschluss absolvierte Clive Rose von 1968 das Imperial Defence College und war daraufhin zwischen 1969 und 1971 Botschaftsrat an der Botschaft in den USA. Nach seiner Rückkehr bekleidete er von 1971 bis 1973 den Posten als Leiter der Unterabteilung Verteidigung und Nachrichtendienste im Außenministerium (Assistant Under-Secretary for Foreign and Commonwealth Affairs, Defence andIntelligence). Danach fungierte er zwischen 1973 und 1976 als Leiter der britischen Delegation bei den Verhandlungen für beiderseitige und ausgewogene Truppenverminderungen MBFR (Mutual and Balanced Force Reductions) in Wien. 1976 wurde er zum Knight Commander des Order of St Michael and St George (KCMG) geschlagen und führte seither den Namenszusatz Sir.
Sir Clive Rose wechselte danach ins Kabinettsamt (Cabinet Office), in dem er von 1976 bis 1979 stellvertretender Staatssekretär für Verteidigung und Überseeangelegenheiten (Deputy Secretary, Defence and Overseas Affairs) war. Zuletzt löste er 1979 Sir John Killick als Ständiger Vertreter des Vereinigten Königreichs bei der NATO und verblieb auf diesem Posten bis zu seinem Eintritt in den Ruhestand 1982, woraufhin Sir John Graham, 4. Baronet sein dortiger Nachfolger wurde. 1981 wurde er zum Knight Grand Cross des Order of St Michael and St George (GCMG) erhoben.
Aus seiner 1946 geschlossenen Ehe mit Elisabeth Mackenzie Rose, Tochter von Reverend Cyril Lewis, gingen zwei Söhne und drei Töchter hervor.